# Verhieb
Als Verhieb bezeichnet man im Bergbau die Art und Weise, mit der ein in Angriff genommener Abbaustoß gewonnen wird. Entscheidende Faktoren beim Verhieb sind die Verhiebart und die Verhiebrichtung. Mit dem jeweiligen Verhieb lassen sich auch die einzelnen Abbauverfahren besser beschreiben.

## Grundlagen
Um ein Mineral im Untertagebau abzubauen, gibt es verschiedene Abbauverfahren. Je nach Abbauverfahren gibt es wiederum unterschiedliche Möglichkeiten, die Abbaufront, in Verhieb zu nehmen, sie also zu bearbeiten. Grundsätzlich unterscheidet man zwischen dem Verhieb von Hand und dem maschinellen Verhieb. Der Verhieb von Hand geschieht im heutigen modernen Bergbau nur noch sehr selten. Der Verhieb von Hand erfolgt mittels verschiedener manueller Verfahren und Arbeitsschritte, der maschinelle Verhieb erfolgt durch schneidende, schälende, hydromechanische, bohrende oder rammende Verfahren. Der Abbaustoß kann auf unterschiedliche Art und Weise bearbeitet werden. Der Bergmann kann ihn von oben nach unten oder unten nach oben bearbeiten. Wird in einer Abbaukammer die Firste in Verhieb genommen, so spricht der Bergmann vom firstenartigen Verhieb. Wird jedoch die Sohle bearbeitet, so spricht man vom strossenartigen Verhieb.
Der Bergmann kann den Abbaustoß in seiner gesamten Breite gleichmäßig oder mit einzelnen Absätzen angreifen. Er kann den Abbaustoß schwebend, streichend oder abfallend angreifen. Er kann die Abbaufront parallel oder in einem bestimmten Winkel bearbeiten. Hierbei unterscheidet der Bergmann zwischen der Verhiebsart und der Verhiebrichtung. Je nach Abbauverfahren lässt sich der Abbaustoß mittels gewählter Verhiebart und Verhiebrichtung unterschiedlich bearbeiten. Welche Verhiebart und welche Verhiebrichtung gewählt wird, hängt von verschiedenen Parametern wie Mächtigkeit und Typ der Lagerstätte, Störungen, Lagerung (flach, halbsteil, steil) und vom abzubauenden Mineral ab. Als Maß für das in einer Zeiteinheit erzielte Arbeitsergebnis dient der Verhiebfortschritt. Diese Kennziffer wird täglich oder monatlich ermittelt und dient als Vergleichswert der einzelnen Abbaue. Eine weitere Kennziffer ist der Flächenverhieb.

## Verhiebart
Mit Verhiebart bezeichnet der Bergmann, wie ein zur Gewinnung anstehender Lagerstättenabschnitt genau in Angriff genommen werden soll. Die Verhiebart ist unabhängig vom Einfallen der Lagerstätte. Insbesondere beim Abbau von Kohlen ist der Verlauf der Schlechten für den Einsatz der jeweiligen Verhiebart ein entscheidender Faktor.

### Untertagebau
Im Untertagebau haben sich Laufe der Jahre vier unterschiedliche Verhiebarten entwickelt. Diese bezeichnet man als knappweisen Verhieb, firstenartigen Verhieb, sägeblattartigen Verhieb oder Verhieb mit Einbrüchen. Wie der Abbaustoß letztendlich bearbeitet wird und für welche Verhiebart sich der Bergmann entscheidet, hängt von verschiedenen Faktoren ab. Beim knappweisen Verhieb wird der Abbaustoß in einem oder mehreren Abschnitten, den Knäppen, von oben nach unten verhauen. Bei gutartigem Gebirge werden bis zu vier Knäppe verhauen. Der Verhieb verläuft dabei parallel zum Abbaustoß. Die Verhiebart ist an den streichenden Strebbau mit fallendem Verhieb angelehnt. Der Vorteil dieser Verhiebart ist die gute Gewinnungsleistung, nachteilig ist, dass nur wenige Kohlenhauer gleichzeitig an der Kohle arbeiten können. Dieser Nachteil lässt sich durch Versetzen der Knäppe und gleichzeitigem Mehrschichtbetrieb verringern. Allerdings lässt sich diese Verhiebart nicht für Großbetriebe verwenden, da nur geringe Betriebspunktförderungen von bis 100 Tonnen täglich erreicht werden können. Beim firstenartigen Verhieb wird der Abbaustoß von unten nach oben bearbeitet, dabei haben die Hauer stets die Lagerstätte über sich. Sie haben dabei die Möglichkeit, sich auf das hereingewonnene Material zu stellen und können so bis nah an die Firstenstöße herankommen. Beim Bearbeiten müssen die Hauer die überhängenden Stöße regelmäßig aus der Mineralmasse herausarbeiten. Vorteilhaft hierbei ist die größere Anzahl von Angriffspunkten, was wiederum dazu führt, dass eine größere Anzahl von Hauern an einem Betriebspunkt arbeiten können. Ein weiterer Vorteil ist das bei dieser Verhiebart nur ein kleinerer Hangendbereich freigelegt wird und die Firste, ähnlich wie beim Vorpfänden, mit einer Kappe und einem Einzelstempel gesichert werden kann, bevor der endgültige Ausbau eingebracht werden muss.
Beim sägeblattartigen Verhieb wird der Abbaustoß schräg wie die Zacken eines Sägeblattes herausgearbeitet. Der Verhieb verläuft parallel zum Abbaustoß. Allerdings lässt sich diese Verhiebart nur bei günstigen Nebengesteinbedingungen anwenden. Bei der Gewinnung mit Abbauhämmern haben sich zwei Verhiebarten besonders bewährt, der Verhieb mit Einbrüchen und der Verhieb mittels Abschälen der Abbaufront. Beim Verhieb mit Einbrüchen wird der Abbaustoß zunächst an mehreren Stellen senkrecht in Angriff genommen, sodass ein senkrechter Schlitz entsteht. Dabei wird an jedem Knapp zunächst ein circa 1,25 Meter bis 2,5 Meter tiefer, enger Einbruch erstellt und ausgebaut. Anschließend wird der Einbruch nach beiden Seiten, bis der entsprechende Bereich freigelegt ist. Die Anzahl der Einbrüche ist je nach Abbaufortschritt und Anzahl der eingesetzten Kohlenhauer verschieden. Beim Verhieb mittels Abschälen der Abbaufront wird der Stoß lagenweise an mehreren, auf die gesamte Länge des Stoßes verteilten, Arbeitsstellen hereingewonnen. Beide Verhiebarten haben jedoch, aufgrund der vollmechanischen Gewinnung, an Bedeutung verloren. Nur beim Aufwältigen von Brüchen oder zum Durchörtern von Störungen wird der Einsatz von Abbauhämmern noch getätigt.

### Tagebau
Im Tagebau werden zur Gewinnung der Bodenschätze große Maschinen wie beispielsweise Eimerkettenbagger, Schwimmbagger oder Schneidkopfsaugbagger eingesetzt. Die jeweilige Verhiebart ergibt sich beim Tagebau aus der überwiegenden Bewegungsrichtung des Lösewerkzeuges. Hier haben sich Laufe der Jahre drei unterschiedliche Verhiebarten entwickelt. Diese bezeichnet man als horizontalen Verhieb, vertikalen Verhieb oder kombinierten Verhieb. Beim horizontalen Verhieb wird die Lagerstätte grabenförmig, streifenförmig oder blockartig bearbeitet. Beim vertikalen Verhieb wird die Lagerstätte trichterförmig oder mittels Bruchbau bearbeitet. Der kombinierte Verhieb ist eine Verbindung von vertikalem und horizontalem Verhieb.

## Verhiebrichtung
Als Verhiebrichtung wird die Richtung bezeichnet, in welcher die Hereingewinnung des Minerals erfolgt. Dabei wird durch die Verhiebrichtung die Abbautaktik im kleinen, also vor Ort bestimmt. Die Verhiebrichtung bezieht sich stets auf das Einfallen der Lagerstätte. Welche Verhiebrichtung gewählt wird hängt von ökonomischen und sicherheitlichen Aspekten ab. Die Verhiebrichtung kann streichend, schwebend, schräg oder fallend sein. Verläuft die Verhiebrichtung horizontal und quer zur Streichrichtung, so bezeichnet man diese Verhiebrichtung als querschlägig. Welche Verhiebrichtung gewählt wird hängt ab vom Gewinnungsverfahren und vom Einfallen der Lagerstätte. Um die Gewinnung wesentlich zu erleichtern, muss die Verhiebrichtung unter vorteilhaftem Ausnutzen der im Mineral vorhandenen natürlichen Trennflächen gewählt werden. Die Verhiebrichtung ist dann richtig, wenn sie senkrecht gegen die Schlechten gerichtet ist. Aus diesem Grund wird der Abbaustoß möglichst parallel zu den Schlechten gestellt. Die Verhiebrichtung verläuft in den meisten Fällen anders als die Abbaurichtung. Beim Tagebau wird die Verhiebrichtung durch die hauptsächliche Bewegungsrichtung der Gewinnungsmaschine bestimmt. Im Untertagebau verläuft die Verhiebrichtung bei der vollmechanischen Gewinnung, je nach Gewinnungsmaschine, entweder senkrecht mit dem Walzenschrämlader oder parallel mit dem Kohlenhobel.

## Flächenverhieb
Als Flächenverhieb bezeichnet man die in einer bestimmten Zeiteinheit am Liegenden freigelegte Fläche eines Abbaustoßes. Die Höhe des Flächenverhiebs wird benötigt zur Bestimmung des jeweiligen Hobelverfahrens. Der Betrag des Flächenverhiebs wird ermittelt aus der erreichten Schnitttiefe und der Gewinnungsgeschwindigkeit. Er ist von der Flözmächtigkeit völlig unabhängig. Die erreichten Flächenverhiebe sind sehr unterschiedlich. Der im Betrieb erreichbare Flächenverhieb ist von der maximalen Hobelkettenzugkraft, von der Antriebsleistung des Hobelantriebes, der eingestellten Schnitttiefe des Hobels bei der jeweiligen Fahrtrichtung (Bergfahrt oder Talfahrt), der Gewinnbarkeit des Flözes, der Vorschubkraft der Rückzylinder und vom zulässigen Ladestrom des Strebförderers abhängig.